# Casa Julia
Casa Julia este o clădire istorică situată în Piața Romanilor, nr. 7 din Timișoara.
Face parte din Situl urban „Fabric” (II), monument istoric cod LMI TM-II-s-B-06097.

## Istorie
În anul 1927, clădirea „cu un etaj, situată în Fabric, de la adresa Piața Coronini, nr. 7” era listată ca fiind de vânzare.
În a doua jumătate a anilor 1940, în clădire este menționată o filială a Uniunii Populare Maghiare (în maghiară Magyar Népi Szövetség), aici distribuindu-se ziarul partidului, Világosság.

## Descriere
Clădirea este caracterizată de un singur etaj. Un element notabil este prezența unui balcon cu balustradă din fier forjat, situat deasupra aparatului de acces.